# 1,4-ciclohexadienă
1,4-ciclohexadiena este un compus organic cu formula chimică (C2H4)(CH)4. Este un lichid incolor, inflamabil, care prezintă interes deoarece este molecula prototip al unei clase mari de compuși (terpenoidele), un exemplu fiind γ-terpinenul. Un izomer al acestui compus este 1,3-ciclohexadiena.

## Obținere
În laborator, 1,4-ciclohexadienele substituite sunt sintetizate prin reducerea Birch a compușilor aromatici înrudiți, folosind un metal alcalin dizolvat în amoniac lichid și un donor de protoni, cum ar fi un alcool. În acest fel, se evită supra-reducerea la ciclul complet saturat. De exemplu, compusul părinte, 1,4-ciclohexadiena, se obține din benzen:
1,4-ciclohexadiena poate fi obținută, de asemenea, prin reacție de eliminare dublă a 1,4-dibromociclohexanului cu o bază, dar produsul principal este 1,3-ciclohexadiena, care are legături duble conjugate.

## Proprietăți
Comparativ cu izomerul său, 1,3-ciclohexadiena, ciclohexa-1,4-diena este cu aproximativ 1,6 kJ/mol mai puțin stabilă.

Structura 1,4-ciclohexadienei

1,4-Ciclohexadiena și derivații săi sunt ușor de aromatizat, forța motrice fiind formarea unui nucleu aromatic. Conversia într-un sistem aromatic poate fi utilizată pentru a declanșa alte reacții, cum ar fi ciclizarea Bergman.